# 13. etape af Giro d'Italia 2021
13. etape af Giro d'Italia 2021 er en 197 km lang flad etape, som køres den 21. maj 2021 med start i Ravenna og mål i Verona.

## Resultater

### Etaperesultat
| \| Etaperesultat \| Etaperesultat \| Etaperesultat \| Etaperesultat \| Etaperesultat \| \| Rytter \| Rytter \| Hold \| Tid \| \| \| ------------- \| ----------------- \| ---------------------------------- \| ------------- \| ------------- \| \| 1. \| Giacomo Nizzolo \| Qhubeka Assos \| 4t 42' 19" \| \| \| 2. \| Edoardo Affini \| Jumbo-Visma \| + 0" \| \| \| 3. \| Peter Sagan \| Bora-Hansgrohe \| + 0" \| \| \| 4. \| Davide Cimolai \| Israel Start-Up Nation \| + 0" \| \| \| 5. \| Fernando Gaviria \| UAE Team Emirates \| + 0" \| \| \| 6. \| Stefano Oldani \| Lotto-Soudal \| + 0" \| \| \| 7. \| Andrea Pasqualon \| Intermarché-Wanty-Gobert Matériaux \| + 0" \| \| \| 8. \| Max Kanter \| Team DSM \| + 0" \| \| \| 9. \| Elia Viviani \| Cofidis \| + 0" \| \| \| 10. \| Dylan Groenewegen \| Jumbo-Visma \| + 0" \| \| |                   |                                    |            |
| |                   |                                    |            |
| Kilde: ProCyclingStats |                   |                                    |            |
| Etaperesultat |                   |                                    |            |
| Rytter | Rytter            | Hold                               | Tid        |
| 1. | Giacomo Nizzolo   | Qhubeka Assos                      | 4t 42' 19" |
| 2. | Edoardo Affini    | Jumbo-Visma                        | + 0"       |
| 3. | Peter Sagan       | Bora-Hansgrohe                     | + 0"       |
| 4. | Davide Cimolai    | Israel Start-Up Nation             | + 0"       |
| 5. | Fernando Gaviria  | UAE Team Emirates                  | + 0"       |
| 6. | Stefano Oldani    | Lotto-Soudal                       | + 0"       |
| 7. | Andrea Pasqualon  | Intermarché-Wanty-Gobert Matériaux | + 0"       |
| 8. | Max Kanter        | Team DSM                           | + 0"       |
| 9. | Elia Viviani      | Cofidis                            | + 0"       |
| 10. | Dylan Groenewegen | Jumbo-Visma                        | + 0"       |

### Klassement efter etapen
| \| Samlede stilling \| Samlede stilling \| Samlede stilling \| Samlede stilling \| Samlede stilling \| \| Rytter \| Rytter \| Hold \| Tid \| \| \| ---------------- \| ---------------- \| --------------------- \| ---------------- \| ---------------- \| \| 1. \| Egan Bernal \| Ineos Grenadiers \| 53t 11' 42" \| \| \| 2. \| Aleksandr Vlasov \| Astana-Premier Tech \| + 45" \| \| \| 3. \| Damiano Caruso \| Bahrain Victorious \| + 1' 12" \| \| \| 4. \| Hugh Carthy \| EF Education-Nippo \| + 1' 17" \| \| \| 5. \| Simon Yates \| BikeExchange \| + 1' 22" \| \| \| 6. \| Emanuel Buchmann \| Bora-Hansgrohe \| + 1' 50" \| \| \| 7. \| Remco Evenepoel \| Deceuninck-Quick Step \| + 2' 22" \| \| \| 8. \| Giulio Ciccone \| Trek-Segafredo \| + 2' 24" \| \| \| 9. \| Tobias Foss \| Jumbo-Visma \| + 2' 49" \| \| \| 10. \| Daniel Martínez \| Ineos Grenadiers \| + 3' 15" \| \| |                  |                       |             |
| |                  |                       |             |
| Kilde: ProCyclingStats |                  |                       |             |
| Samlede stilling |                  |                       |             |
| Rytter | Rytter           | Hold                  | Tid         |
| 1. | Egan Bernal      | Ineos Grenadiers      | 53t 11' 42" |
| 2. | Aleksandr Vlasov | Astana-Premier Tech   | + 45"       |
| 3. | Damiano Caruso   | Bahrain Victorious    | + 1' 12"    |
| 4. | Hugh Carthy      | EF Education-Nippo    | + 1' 17"    |
| 5. | Simon Yates      | BikeExchange          | + 1' 22"    |
| 6. | Emanuel Buchmann | Bora-Hansgrohe        | + 1' 50"    |
| 7. | Remco Evenepoel  | Deceuninck-Quick Step | + 2' 22"    |
| 8. | Giulio Ciccone   | Trek-Segafredo        | + 2' 24"    |
| 9. | Tobias Foss      | Jumbo-Visma           | + 2' 49"    |
| 10. | Daniel Martínez  | Ineos Grenadiers      | + 3' 15"    |

| Pointkonkurrence | Pointkonkurrence  | Pointkonkurrence       | Pointkonkurrence | Pointkonkurrence |
| Rytter           | Rytter            | Hold                   | Point            |                  |
| ---------------- | ----------------- | ---------------------- | ---------------- | ---------------- |
| 1.               | Peter Sagan       | Bora-Hansgrohe         | 135 point        |                  |
| 2.               | Giacomo Nizzolo   | Qhubeka Assos          | 126 point        |                  |
| 3.               | Davide Cimolai    | Israel Start-Up Nation | 113 point        |                  |
| 4.               | Fernando Gaviria  | UAE Team Emirates      | 110 point        |                  |
| 5.               | Elia Viviani      | Cofidis                | 86 point         |                  |
| 6.               | Edoardo Affini    | Jumbo-Visma            | 47 point         |                  |
| 7.               | Umberto Marengo   | Bardiani CSF Faizanè   | 45 point         |                  |
| 8.               | Matteo Moschetti  | Trek-Segafredo         | 44 point         |                  |
| 9.               | Francesco Gavazzi | Eolo-Kometa            | 42 point         |                  |
| 10.              | Dylan Groenewegen | Jumbo-Visma            | 42 point         |                  |

| Pointkonkurrence | Pointkonkurrence  | Pointkonkurrence       | Pointkonkurrence | Pointkonkurrence |
| Rytter           | Rytter            | Hold                   | Point            |                  |
| ---------------- | ----------------- | ---------------------- | ---------------- | ---------------- |
| 1.               | Peter Sagan       | Bora-Hansgrohe         | 135 point        |                  |
| 2.               | Giacomo Nizzolo   | Qhubeka Assos          | 126 point        |                  |
| 3.               | Davide Cimolai    | Israel Start-Up Nation | 113 point        |                  |
| 4.               | Fernando Gaviria  | UAE Team Emirates      | 110 point        |                  |
| 5.               | Elia Viviani      | Cofidis                | 86 point         |                  |
| 6.               | Edoardo Affini    | Jumbo-Visma            | 47 point         |                  |
| 7.               | Umberto Marengo   | Bardiani CSF Faizanè   | 45 point         |                  |
| 8.               | Matteo Moschetti  | Trek-Segafredo         | 44 point         |                  |
| 9.               | Francesco Gavazzi | Eolo-Kometa            | 42 point         |                  |
| 10.              | Dylan Groenewegen | Jumbo-Visma            | 42 point         |                  |

| Bjergkonkurrence | Bjergkonkurrence  | Bjergkonkurrence                   | Bjergkonkurrence | Bjergkonkurrence |
| Rytter           | Rytter            | Hold                               | Point            |                  |
| ---------------- | ----------------- | ---------------------------------- | ---------------- | ---------------- |
| 1.               | Geoffrey Bouchard | AG2R Citroën Team                  | 96 point         |                  |
| 2.               | Egan Bernal       | Ineos Grenadiers                   | 48 point         |                  |
| 3.               | Dries De Bondt    | Alpecin-Fenix                      | 24 point         |                  |
| 4.               | Bauke Mollema     | Trek-Segafredo                     | 23 point         |                  |
| 5.               | Giulio Ciccone    | Trek-Segafredo                     | 20 point         |                  |
| 6.               | Kobe Goossens     | Lotto-Soudal                       | 17 point         |                  |
| 7.               | Vincenzo Albanese | Eolo-Kometa                        | 16 point         |                  |
| 8.               | Rein Taaramäe     | Intermarché-Wanty-Gobert Matériaux | 13 point         |                  |
| 9.               | Remco Evenepoel   | Deceuninck-Quick Step              | 13 point         |                  |
| 10.              | Aleksandr Vlasov  | Astana-Premier Tech                | 12 point         |                  |

| Bjergkonkurrence | Bjergkonkurrence  | Bjergkonkurrence                   | Bjergkonkurrence | Bjergkonkurrence |
| Rytter           | Rytter            | Hold                               | Point            |                  |
| ---------------- | ----------------- | ---------------------------------- | ---------------- | ---------------- |
| 1.               | Geoffrey Bouchard | AG2R Citroën Team                  | 96 point         |                  |
| 2.               | Egan Bernal       | Ineos Grenadiers                   | 48 point         |                  |
| 3.               | Dries De Bondt    | Alpecin-Fenix                      | 24 point         |                  |
| 4.               | Bauke Mollema     | Trek-Segafredo                     | 23 point         |                  |
| 5.               | Giulio Ciccone    | Trek-Segafredo                     | 20 point         |                  |
| 6.               | Kobe Goossens     | Lotto-Soudal                       | 17 point         |                  |
| 7.               | Vincenzo Albanese | Eolo-Kometa                        | 16 point         |                  |
| 8.               | Rein Taaramäe     | Intermarché-Wanty-Gobert Matériaux | 13 point         |                  |
| 9.               | Remco Evenepoel   | Deceuninck-Quick Step              | 13 point         |                  |
| 10.              | Aleksandr Vlasov  | Astana-Premier Tech                | 12 point         |                  |

| Ungdomskonkurrence | Ungdomskonkurrence | Ungdomskonkurrence    | Ungdomskonkurrence | Ungdomskonkurrence |
| Rytter             | Rytter             | Hold                  | Tid                |                    |
| ------------------ | ------------------ | --------------------- | ------------------ | ------------------ |
| 1.                 | Egan Bernal        | Ineos Grenadiers      | 53t 11' 42"        |                    |
| 2.                 | Aleksandr Vlasov   | Astana-Premier Tech   | + 45"              |                    |
| 3.                 | Remco Evenepoel    | Deceuninck-Quick Step | + 2' 22"           |                    |
| 4.                 | Tobias Foss        | Jumbo-Visma           | + 2' 49"           |                    |
| 5.                 | Daniel Martínez    | Ineos Grenadiers      | + 3' 15"           |                    |
| 6.                 | Attila Valter      | Groupama-FDJ          | + 3' 51"           |                    |
| 7.                 | João Almeida       | Deceuninck-Quick Step | + 7' 04"           |                    |
| 8.                 | Jai Hindley        | Team DSM              | + 17' 42"          |                    |
| 9.                 | Lorenzo Fortunato  | Eolo-Kometa           | + 30' 26"          |                    |
| 10.                | Harold Tejada      | Astana-Premier Tech   | + 39' 31"          |                    |

| Ungdomskonkurrence | Ungdomskonkurrence | Ungdomskonkurrence    | Ungdomskonkurrence | Ungdomskonkurrence |
| Rytter             | Rytter             | Hold                  | Tid                |                    |
| ------------------ | ------------------ | --------------------- | ------------------ | ------------------ |
| 1.                 | Egan Bernal        | Ineos Grenadiers      | 53t 11' 42"        |                    |
| 2.                 | Aleksandr Vlasov   | Astana-Premier Tech   | + 45"              |                    |
| 3.                 | Remco Evenepoel    | Deceuninck-Quick Step | + 2' 22"           |                    |
| 4.                 | Tobias Foss        | Jumbo-Visma           | + 2' 49"           |                    |
| 5.                 | Daniel Martínez    | Ineos Grenadiers      | + 3' 15"           |                    |
| 6.                 | Attila Valter      | Groupama-FDJ          | + 3' 51"           |                    |
| 7.                 | João Almeida       | Deceuninck-Quick Step | + 7' 04"           |                    |
| 8.                 | Jai Hindley        | Team DSM              | + 17' 42"          |                    |
| 9.                 | Lorenzo Fortunato  | Eolo-Kometa           | + 30' 26"          |                    |
| 10.                | Harold Tejada      | Astana-Premier Tech   | + 39' 31"          |                    |

| Holdkonkurrence | Holdkonkurrence       | Holdkonkurrence | Holdkonkurrence |
| Hold            | Hold                  | Tid             |                 |
| --------------- | --------------------- | --------------- | --------------- |
| 1.              | Ineos Grenadiers      | 59t 42' 15"     |                 |
| 2.              | Trek-Segafredo        | + 1' 51"        |                 |
| 3.              | Team DSM              | + 8' 58"        |                 |
| 4.              | Team BikeExchange     | + 9' 35"        |                 |
| 5.              | EF Education-Nippo    | + 13' 04"       |                 |
| 6.              | Deceuninck-Quick Step | + 16' 38"       |                 |
| 7.              | Jumbo-Visma           | + 19' 24"       |                 |
| 8.              | Astana-Premier Tech   | + 29' 41"       |                 |
| 9.              | Bahrain Victorious    | + 32' 44"       |                 |
| 10.             | Movistar Team         | + 38' 34"       |                 |

| Holdkonkurrence | Holdkonkurrence       | Holdkonkurrence | Holdkonkurrence |
| Hold            | Hold                  | Tid             |                 |
| --------------- | --------------------- | --------------- | --------------- |
| 1.              | Ineos Grenadiers      | 59t 42' 15"     |                 |
| 2.              | Trek-Segafredo        | + 1' 51"        |                 |
| 3.              | Team DSM              | + 8' 58"        |                 |
| 4.              | Team BikeExchange     | + 9' 35"        |                 |
| 5.              | EF Education-Nippo    | + 13' 04"       |                 |
| 6.              | Deceuninck-Quick Step | + 16' 38"       |                 |
| 7.              | Jumbo-Visma           | + 19' 24"       |                 |
| 8.              | Astana-Premier Tech   | + 29' 41"       |                 |
| 9.              | Bahrain Victorious    | + 32' 44"       |                 |
| 10.             | Movistar Team         | + 38' 34"       |                 |